# 亚历山大·萨多夫尼科夫
亚历山大·谢尔盖耶维奇·萨多夫尼科夫（俄语：Александр Сергеевич Садовников，1996年9月21日—）生于加里宁格勒，是一名俄罗斯男子游泳运动员，主攻蝶泳。他在童年时便梦想着进入俄罗斯国家游泳队，然而由于加里宁格勒的训练条件较差，他选择移居至伏尔加格勒。2016年8月，萨多夫尼科夫参加里约奥运，获得男子100米蝶泳第8名及男子4×100米混合泳接力第4名。